# 富岡製糸場と絹産業遺産群
富岡製糸場と絹産業遺産群（とみおかせいしじょうときぬさんぎょういさんぐん、Tomioka Silk Mill and Related Sites）は、群馬県富岡市の富岡製糸場、および伊勢崎市、藤岡市、下仁田町の2市1町に点在する養蚕関連の史跡によって構成される文化遺産であり、2014年6月の第38回世界遺産委員会（ドーハ）において、世界遺産として登録された。

## 概要
この世界遺産は2003年以降、推薦の動きが本格化した。もとは富岡製糸場を世界遺産に推す動きから始まったが、群馬県内の様々な養蚕業・製糸業の関連遺産、さらにそれらの流通を支えた鉄道などからも推薦候補が選定された。当初は4市3町1村の10件の文化財群で構成されていたが、世界遺産としての価値の証明の観点などから絞込みが行なわれ、最終的に、官営模範工場として開業し、日本の製糸業の発展に大きな影響を及ぼした富岡製糸場（富岡市）、「清涼育」と呼ばれる養蚕技術を確立し、養蚕農家の様式にも影響を与えた人物の住宅であった田島弥平旧宅（伊勢崎市）、「清温育」と呼ばれる養蚕技術を確立し、蚕業学校によって知識や技術の普及を図った組織のありようを伝える高山社跡（藤岡市）、冷涼な環境での蚕種貯蔵によって、春だけでなく夏から秋にかけての養蚕を可能にし、ひいては生糸生産量の増大にも貢献した荒船風穴（下仁田町）という4件の構成資産が選定された。
既存の世界遺産には産業遺産も多く含まれるが、絹産業を価値の中心にすえた物件は存在せず、上記4物件が絹産業の技術交流や技術革新になした貢献は、世界遺産としての顕著な普遍的価値を備えているという判断からの推薦であり、2013年1月に世界遺産センターに正式な推薦書が受理された。
これに対し、世界遺産委員会の諮問機関である国際記念物遺跡会議 (ICOMOS) は現地調査などを行った上で、2014年4月に「登録」を勧告した。この勧告に基づいて同年6月の第38回世界遺産委員会で審議され、正式登録された。

## 構成資産の歴史的背景
富岡製糸場も参照のこと。なお、文中の太字は推薦されている構成資産もしくは当初推薦予定で見送られた物件を示す。

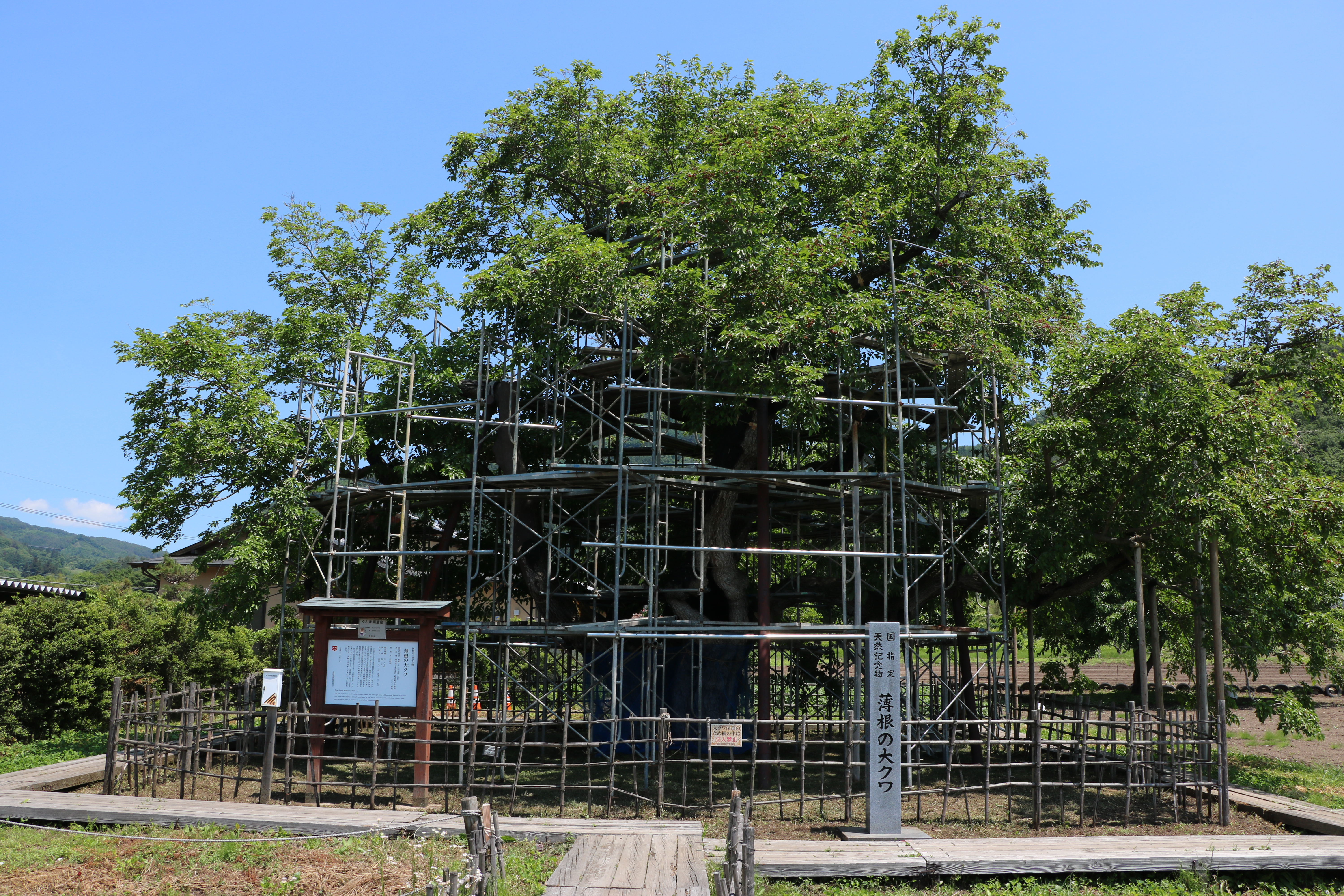
薄根の大クワ

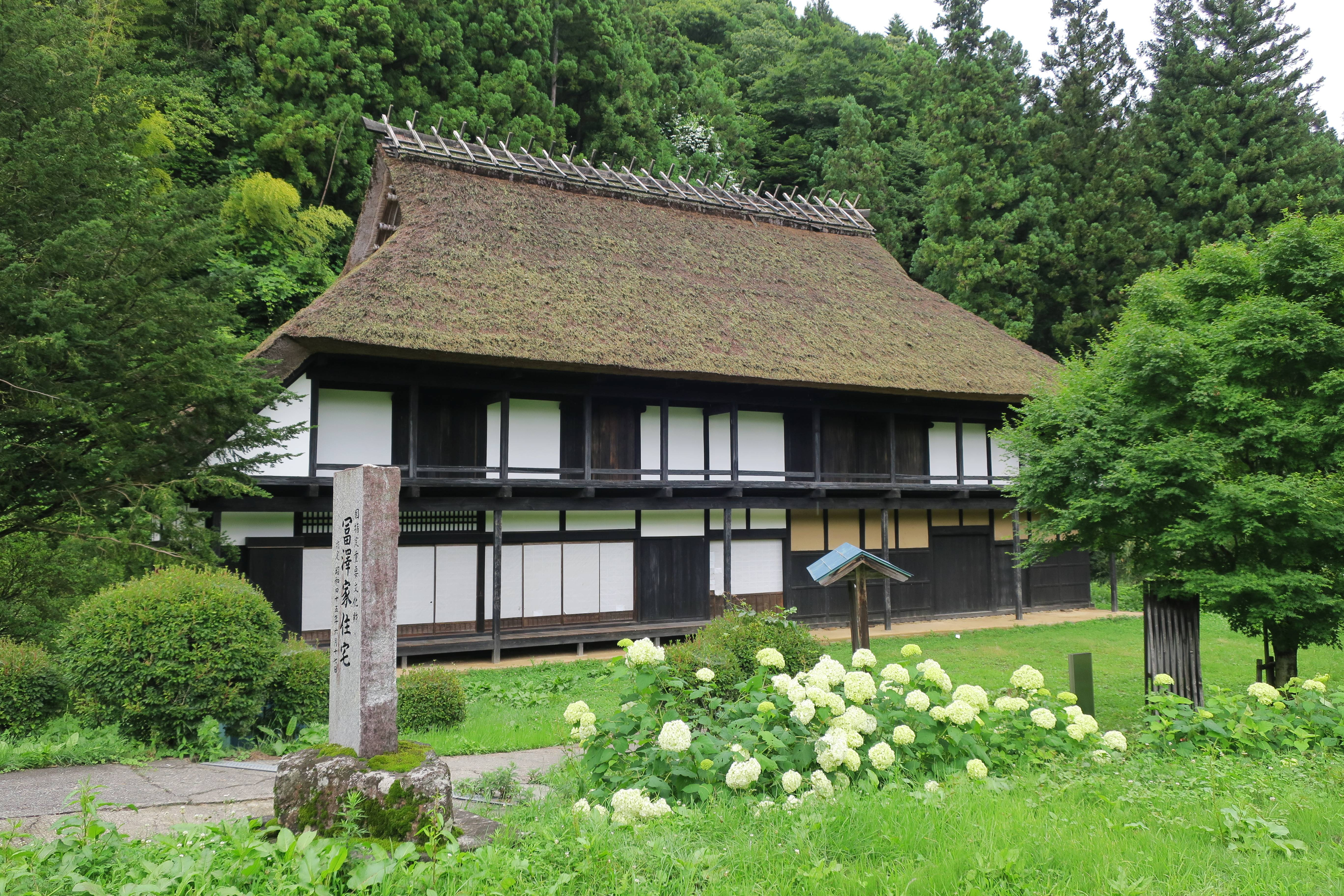
冨沢家住宅

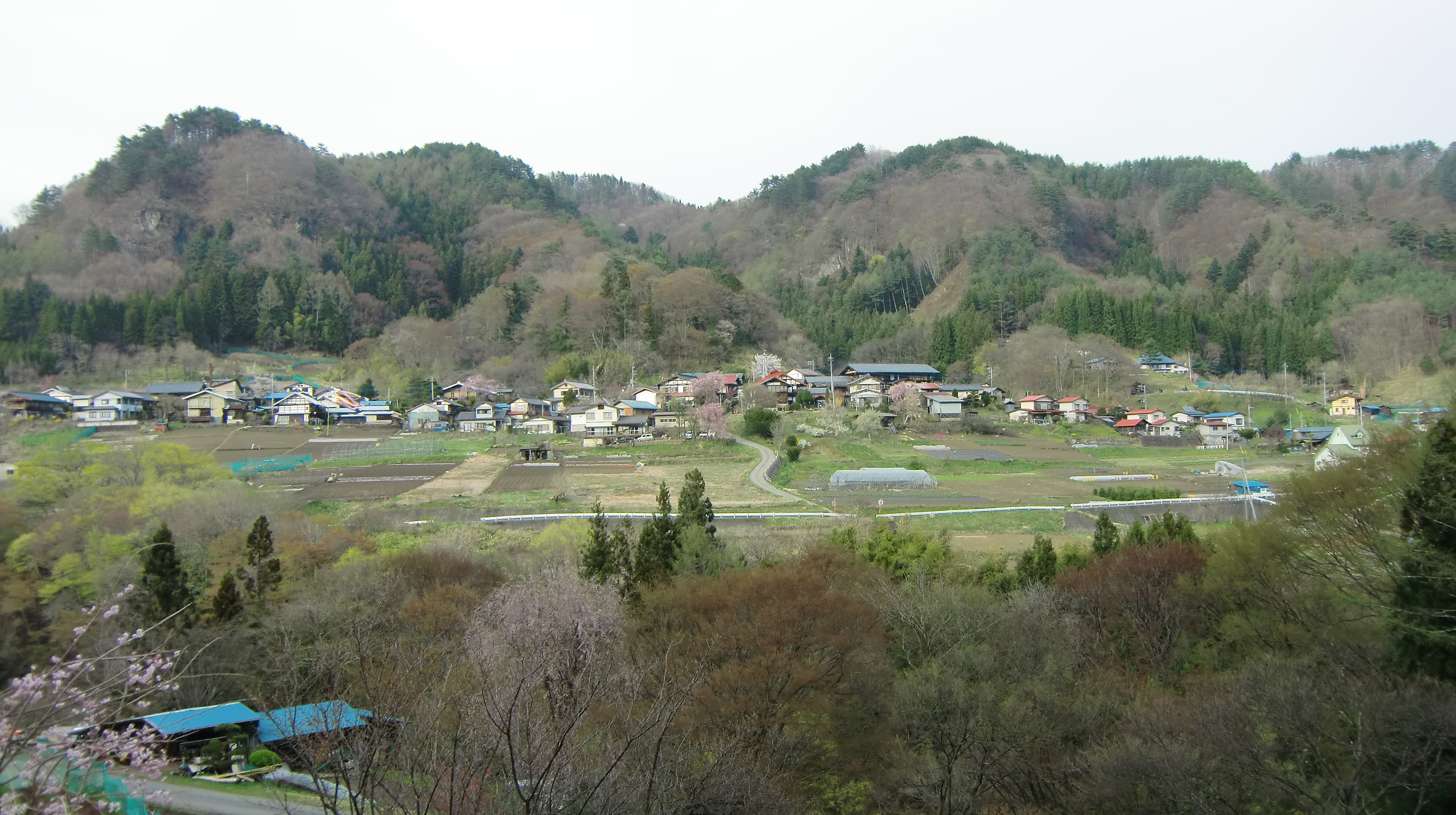
赤岩地区の文化的景観

群馬県一帯は古くから養蚕業がさかんであり、沼田市には「薄根の大クワ」が残る。これは天然記念物に指定されている日本最大のヤマグワの木で、樹齢1500年と言い伝えられている。地元の人々からは神木として崇められてきた木で、養蚕業と地域の結びつきの深さを伝えている。養蚕業は地域の住宅建築とも密接に結びついており、1792年ごろに建てられた冨沢家住宅（とみざわけじゅうたく。中之条町、重要文化財）や、明治時代末葉から昭和初期に形成された赤岩地区養蚕農家群（中之条町、重要伝統的建造物群保存地区）などは古い養蚕農家の形式を伝えている。

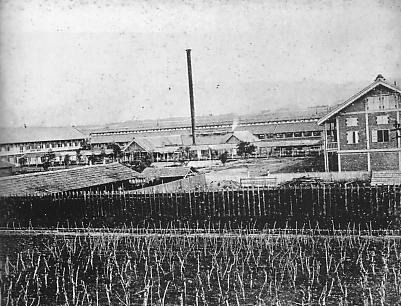
明治期の富岡製糸場外観

そんな群馬県に器械製糸の官営模範工場を建てることが決まったのは1870年のことであった。富岡の地が選ばれたのは、周辺での養蚕業がさかんで原料の繭の調達がしやすいことなどが理由であり、建設に当たっては、元和年間に富岡を拓いた代官・中野七蔵が代官屋敷予定地として確保してあった土地が公有地（農地）として残されていたため、工場用地の一部として活用された。フランス人ポール・ブリューナを雇い、フランスの製糸器械を導入した富岡製糸場は1872年におおよそが完成し、その年の内に操業が始まった。一般向けにも公開されていたこの製糸場は、見物人たちに近代工業とはどのようなものかを具象化して知らしめた。そして、全国から集められた工女たちは、一連の技術を習得した後、出身地に戻るなどして各地の器械製糸場で指導に当たり、その技術を地域に伝えることに大きく貢献した。他方で、群馬では器械製糸はなかなか広まらなかった。その一因は伝統的な「座繰り」を基にした製糸が伸長していたことにあり、品質管理のために組合も組織されていた。そうした組合の一つが甘楽社（かんらしゃ）であり、旧甘楽社小幡組倉庫（きゅうかんらしゃおばたぐみそうこ）は組合製糸の保管庫として使われていた倉庫である。
富岡製糸場の役割は単に技術面の貢献にとどまらず、近代的な工場制度を日本にもたらしたことも指摘されている。富岡の工女たちの待遇は、『あゝ野麦峠』『女工哀史』などから想起されるような過酷なものではなく、特に当初はおおむね勤務時間も休日も整っていた。そうした制度は、民間に伝播する中で、労働の監視や管理が強化されていき、富岡製糸場自体も民間への払い下げを経て、労働が強化されていく方向へと変化することになる。
さて、富岡製糸場が操業を開始したのと同じ1872年、養蚕技術について書かれた本としてはベストセラーになる1冊の本が刊行された。『養蚕新論』がそれであり、著者は島村（現伊勢崎市境島村）の養蚕農家、田島弥平であった。田島弥平はその年に発足した蚕種販売業の島村勧業会社の副長（副社長）に就任した人物であるとともに、島村で普及していた「清涼育」の発案者であった。清涼育とは蚕の育成法の一つで、蚕室の温度・湿度の変化が繭の質にも大きく影響する養蚕業にあって、換気・通風をよくして蚕を育てる手法である。島村の養蚕農家には、この育成法に適した形態の大型民家、すなわち総二階で瓦葺きの屋根に換気用の「ヤグラ」が設置されている民家が多かった。そうした養蚕民家の原型といえるものが、いまなお田島弥平の子孫が暮らす私邸田島弥平旧宅（たじまやへいきゅうたく）である。
田島弥平の「清涼育」などからは、「清温育」（せいおんいく）の手法が生まれた。この手法を開発したのが高山村（現藤岡市高山）の高山長五郎で、彼の「養蚕改良高山組」は高山社（たかやましゃ）へと発展した。高山社は清温育の研究及び教育を行なっており、併設した蚕業学校の分教場を各地に作り、清温育の普及に貢献した。高山社跡は、かつての高山社が養蚕技術の改良や普及に果たした役割を伝えている。
製糸業の発展に伴い、繭の増産も求められるようになった。増産のためには、蚕種が孵る時期を遅らせ、夏や秋に養蚕する数を増やす必要が出てくるが、そこで活用されたのが風穴であった。夏でも冷暗な風穴の存在は、気温の上昇が孵化の目安となる蚕を蚕種のまま留めおくのに適している。もともと蚕種保存への風穴の利用は長野県で1865年（慶応元年）5月に始まったとされている。長野はその後、蚕種貯蔵風穴の数を増やし、明治30年代にはその数30以上で他県を凌駕していた。群馬ではごく例外的な単発の利用を除けば、本格的な風穴の利用は明治30年代後半まで見られない。その群馬での風穴利用の初期に作られ、日本最大級の蚕種貯蔵風穴に成長したのが荒船風穴（あらふねふうけつ）である。荒船風穴は1905年から1913年までに3つの風穴が整えられた。これを作り上げたのが庭屋千壽（にわやせんじゅ）とその父の静太郎であった。千壽は高山社蚕業学校の卒業生であり、在学中に長野の風穴などについての知見を得ていたことが役に立った。群馬ではそのほか1907年に蚕種貯蔵を始め、県内第2位の規模だったとも言われる栃窪風穴（とちくぼふうけつ）などが残る。

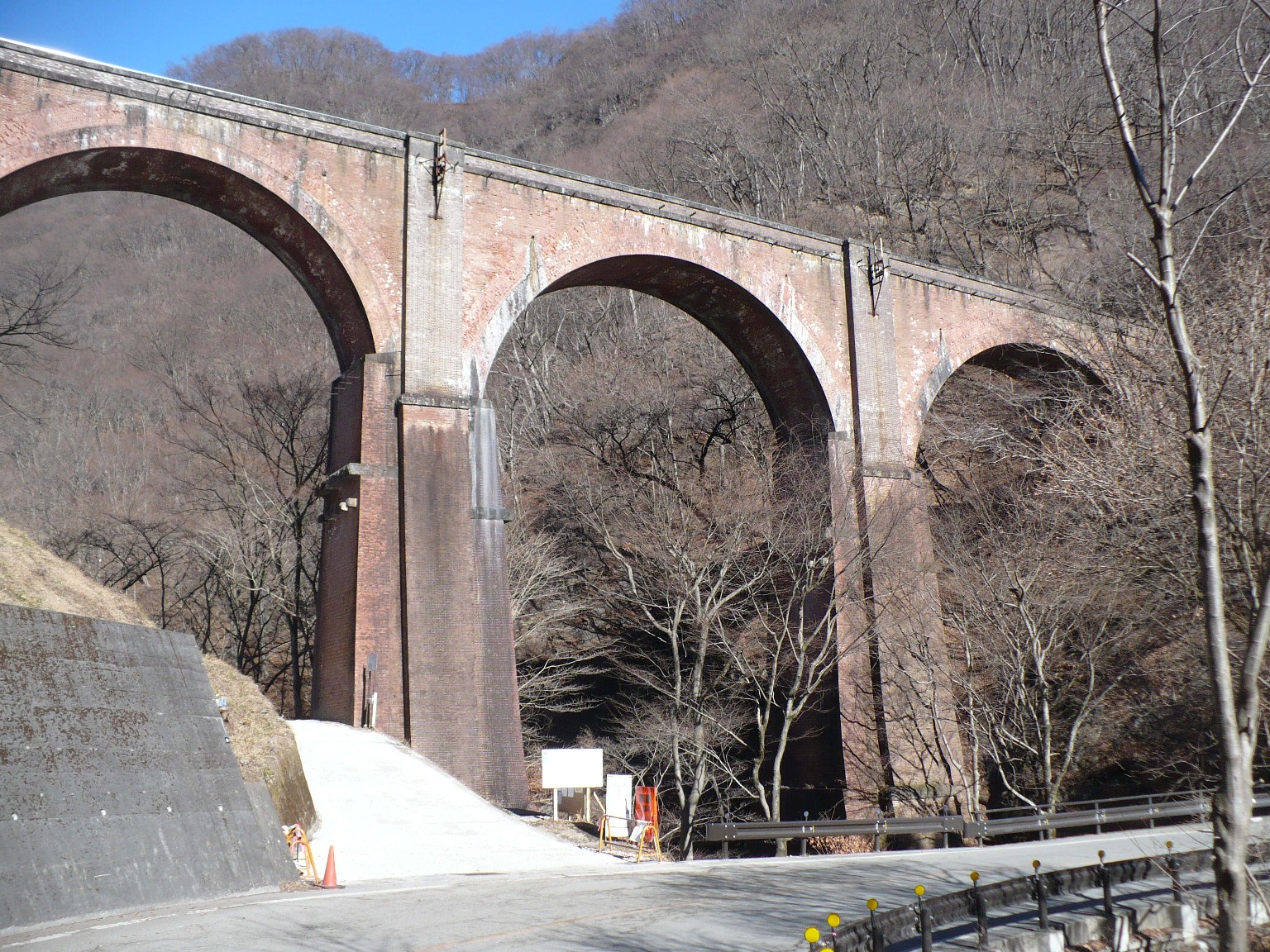
碓氷峠鉄道施設のひとつ、碓氷第三橋梁（めがね橋）

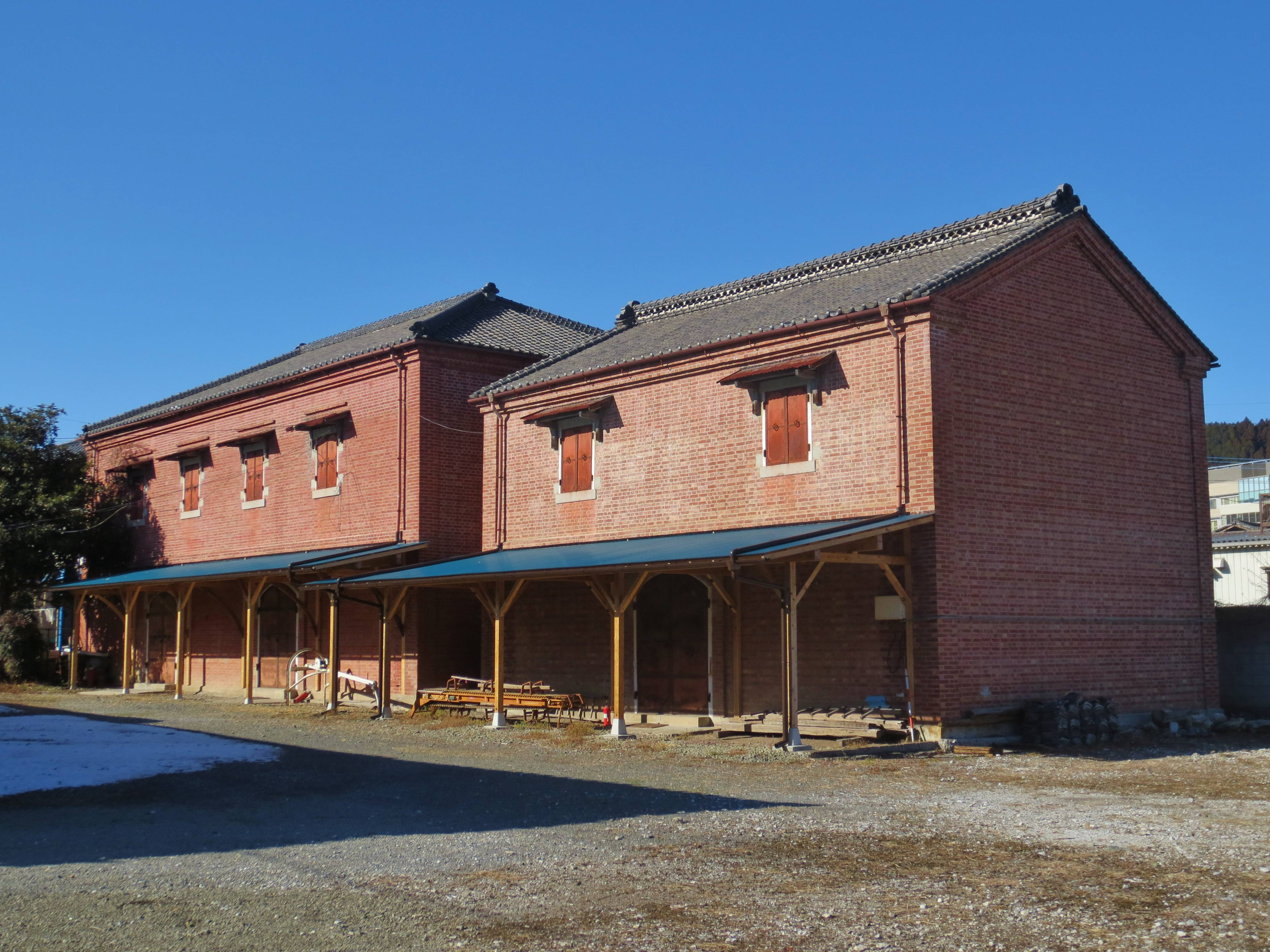
上野鉄道施設のひとつ、下仁田倉庫

荒船風穴の近くに発達した鉄道が上野鉄道（こうずけてつどう。現上信電鉄）である。1897年に高崎と下仁田を結んで開通したこの鉄道は、生糸、繭、蚕種の運搬などを目的に開かれた鉄道であり、筆頭株主は三井銀行（富岡製糸場は当時、三井家に属していた）、株主の半分以上が養蚕農家であった。こうした鉄道による生糸などの運搬ということでは、碓氷越えを果たし、長野と群馬を結んだ碓氷線（1893年開通）の存在も大きかった。碓氷線は絹産業との関わりだけでなく、日本の鉄道史にとっても重要なものであり、碓氷峠鉄道施設は1993年にいわゆる近代化遺産の中で最初の重要文化財に指定されることになる。
さて、日本の近代化および絹産業の発展に寄与した富岡製糸場は、1893年に三井家に払い下げられ、1902年には原富太郎が経営する原合名会社に、1939年には片倉製糸紡績株式会社（現片倉工業）に売却された。片倉は第二次世界大戦中に保有していた62の製糸工場を次々と廃止または軍事転用せざるをえなくなり、製糸工場として操業が続けられたのは3分の1程度に過ぎなかったが、富岡はその中に含まれていた。戦後に繊維産業が衰退していく中でも、富岡は製糸工場として1987年まで稼動を続けた。その間、新たな機械が導入されることもあったが、もともと巨大に作られていた工場は、改築などを必要とせずにそうした機械を受け入れることができ、建物自体は当初の姿を残し続けることができた。

## 登録経緯
富岡製糸場は1987年に操業を停止した。保有していた片倉工業は一般向けの公開をせず、「売らない、貸さない、壊さない」の方針を堅持し、維持と管理に専念した。富岡製糸場は巨大さゆえにその姿をとどめ続けることができたが、固定資産税だけで年間2000万円、その他の維持・管理費用も含めると最高で1年間に1億円以上かかったこともあるとされる。また、片倉は修復工事をするにしても、コストを抑えることよりも、当時の工法で復原することにこだわったという。こうした片倉の取り組みがあったればこそ、富岡製糸場が良好な保存状態で残されてきたとして、片倉の貢献はしばしば非常に高く評価されている。
富岡市の取り組みでは今井清二郎の市長在任中（1995年 - 2007年）が、ひとつの大きな画期となっている。今井は市長就任前から富岡製糸場に強い関心を抱いており、市長になると片倉工業との交渉を開始した。そんな中、2003年に群馬県知事小寺弘之が富岡製糸場について、「ユネスコ世界遺産登録するためのプロジェクト」を公表した。翌年12月には県知事、市長、片倉工業社長の三者での合意が成立し、富岡製糸場が富岡市に寄贈されることとなった（土地は有償で売却、建物は無償譲渡）。そして、2005年に史跡指定、2006年に主要建造物群が重要文化財指定を受け、法的な保護状況も整った。
文化庁は2006年と2007年に、全国の地方自治体から世界文化遺産の追加提案候補を公募した。2006年に全国から寄せられた推薦物件は24件に上ったが、そのひとつには群馬県、沼田市、藤岡市、富岡市、安中市、下仁田町、甘楽町、中之条町、六合村の1県4市3町1村の共同提案となった「富岡製糸場と絹産業遺産群 - 日本産業革命の原点」が含まれていた。この時点での構成資産は、養蚕に関わる遺産として「薄根の大クワ」（沼田市）、「荒船風穴」（下仁田町）、「栃窪風穴」・「冨沢家住宅」（ともに中之条町）、「高山社発祥の地」（藤岡市）、「赤岩地区養蚕農家群」（六合村）の6件、製糸業に関わる遺産として「旧富岡製糸場」（富岡市）、「旧甘楽社小幡組倉庫」（甘楽町）の2件、流通に関する遺産として「碓氷峠鉄道施設」（安中市）、「旧上野鉄道関連施設」（富岡市、下仁田町）の2件が提案されていた。こうして、群馬県内の様々な地域で身近に捉えられていた文化財が推薦候補に加わることで、市民たちの世界遺産登録への意識にも変化が起こったという指摘もある。1988年に発足した市民グループ「富岡製糸場を愛する会」も、2006年には会員数が1000人を超えた。
文化庁は2007年1月30日に「富岡製糸場と絹産業遺産群」として、世界遺産の暫定リストに記載した。その時点では、提案どおりの10件が構成資産に含まれており、専門家には旧碓氷社本社事務所（安中市）、旧新町屑糸紡績所遺構（高崎市）などの関連物件をも包含していく方向に期待感を寄せる見解も見られた。しかし、実際の推薦物件の選定は精選していく方向で検討が行われ、類似する性質の物件の一本化のほか、文化財としての指定が困難なものや産業遺産に含まれないと考えられるものなどを除外する一方、新たに物件の追加を検討した。この結果、構成資産は養蚕に関する「荒船風穴」（下仁田町）、「冨沢家住宅」・「赤岩地区養蚕農家群」（ともに中之条町）、「高山社跡」（藤岡市）、「田島家住宅」（伊勢崎市）の6件、製糸業に関わる遺産として「旧富岡製糸場」（富岡市）、流通に関する遺産として「碓氷峠鉄道施設」（安中市）の計8件が候補となった。
その後、2011年10月の国際専門家会議（主催は群馬県と文化庁）の結論を踏まえて構成資産の更なる絞込みが行われた。その基準は密接なつながりを立証できるかということで、史料面から富岡製糸場との密接さを立証しがたい「碓氷峠鉄道施設」などを除外した結果、最終的な推薦物件は、「富岡製糸場」（富岡市）、「田島弥平旧宅」（伊勢崎市）、「高山社跡」（藤岡市）、「荒船風穴」（下仁田町）の4件となった。また、最初の提案時点の副題にも表れていたように、当初は日本の近代化に対する貢献に力点が置かれていたが、むしろ国際的な絹産業史の文脈での意義を強調する方向で推薦されることになった。2012年8月23日に世界遺産センターに正式推薦されることが決定し、2013年1月31日に正式な推薦書が世界遺産センターに受理された。
2013年9月25日から26日にかけて、世界遺産委員会の諮問機関である国際記念物遺跡会議 (ICOMOS) から派遣された中国国立シルク博物館館長の趙豊が、現地調査を行なった。翌日にICOMOSは追加情報の提供を求め、日本側は10月28日に書面で回答を送付した。これらの現地調査や回答および国際産業遺産保存委員会への諮問などを踏まえて、ICOMOSは2014年4月26日に「登録」を勧告した。直近の日本の文化遺産推薦は厳しい勧告を受けてきたのに対し、この物件に対する勧告では日本側の主張がほぼ全面的に認められる形となった。
この勧告に基づいて、同年6月の第38回世界遺産委員会で正式に登録された。日本の世界遺産の中で産業遺産としては石見銀山遺跡とその文化的景観（2007年登録）に次いで2例目、いわゆる近代化遺産としては初である。

## 構成資産
構成資産は富岡製糸場および3件の「富岡製糸場が進めた蚕の優良品種の開発とその普及に重要な役割を果たした」養蚕業関連の文化財である。

### 富岡製糸場
富岡製糸場（北緯36度15分18.0秒 東経138度53分15.0秒 / 北緯36.255000度 東経138.887500度）は富岡市に残る旧製糸工場である。1872年にフランスの技術を取り入れて建設された。敷地は東西約200 m、南北約300 mで、創建当初の建造物群は、木の骨組みにレンガを組み合わせた「木骨レンガ造り」である。同じ時期の木骨レンガ造りの遺構で、当時の姿を良好にとどめているものとしては他に例がないとされる。後に重要文化財に指定された創建当初の建造物群を中心に概観すると以下の通りである（太字は重要文化財指定）。

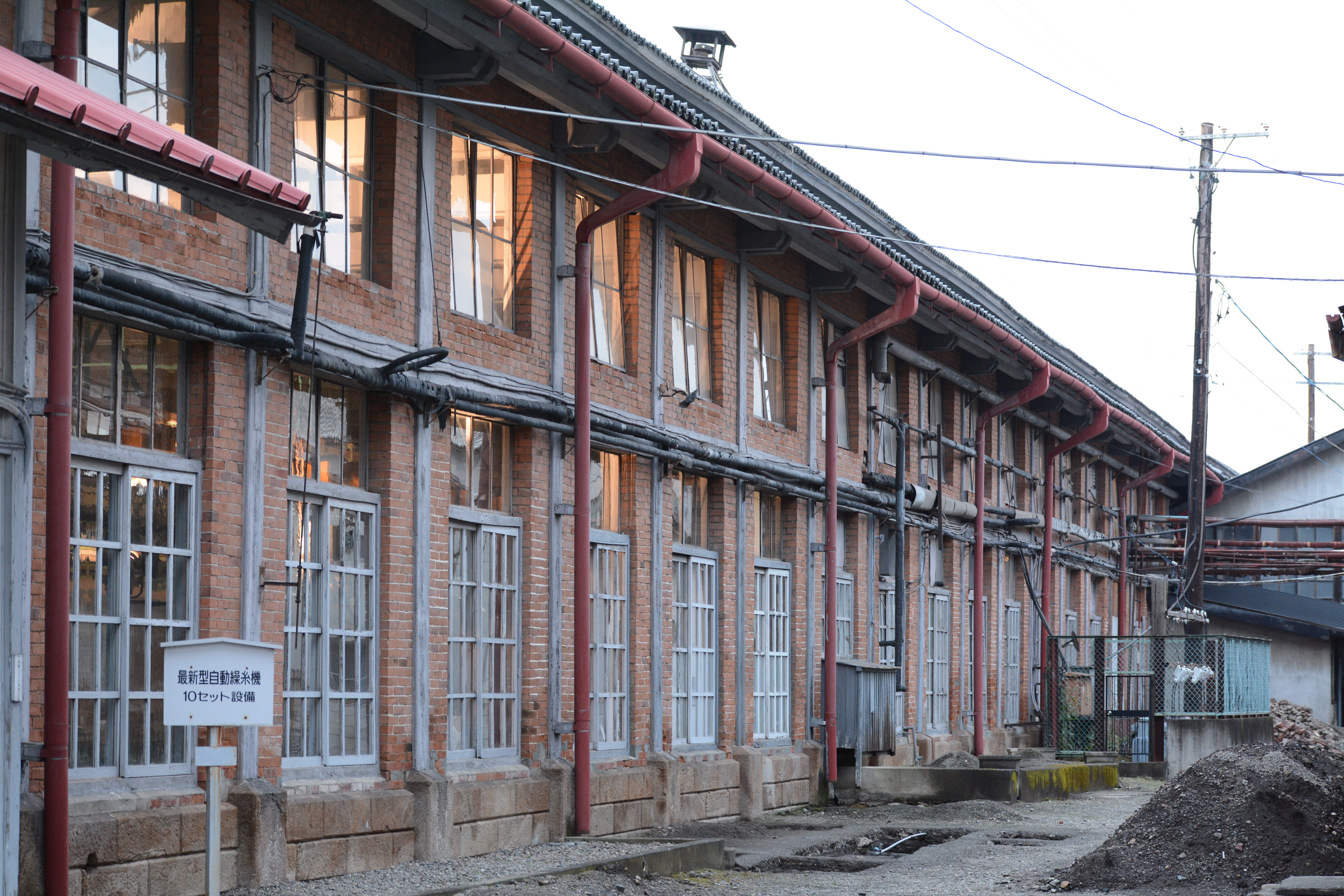
繰糸所

繰糸所（そうしじょ）は富岡製糸場の中で中心的な建物であり、梁間（長さ）140.4 m、桁行（幅）12.3 mの木骨レンガ造りである。繰糸は手許を明るくする必要性があったことから、フランスから輸入した大きなガラス窓によって採光がなされている。この巨大な作業場に300釜のフランス式繰糸器が設置された。本場のフランスでさえ、当時の製糸工場の多くで繰糸器は50釜から150釜程度とされており、富岡製糸場は当時としては世界最大規模であった。また、単にフランスのものをそのまま導入したのではなく、日本の工女たちの座高に合わせて高さを調整したほか、フランスでは一般的でなかった揚返器も設置した。富岡製糸場に導入された器械製糸は、それ以前の揚げ返しを含まない西洋器械をそのまま導入していた事例と異なっており、1873年から1879年の間に実に全国26の製糸工場に導入された。操業されていた器械は時代ごとに移り変わったが、前述のように、建物自体は巨大さゆえに増築などの必要性が無く、創建当初の姿が残された。

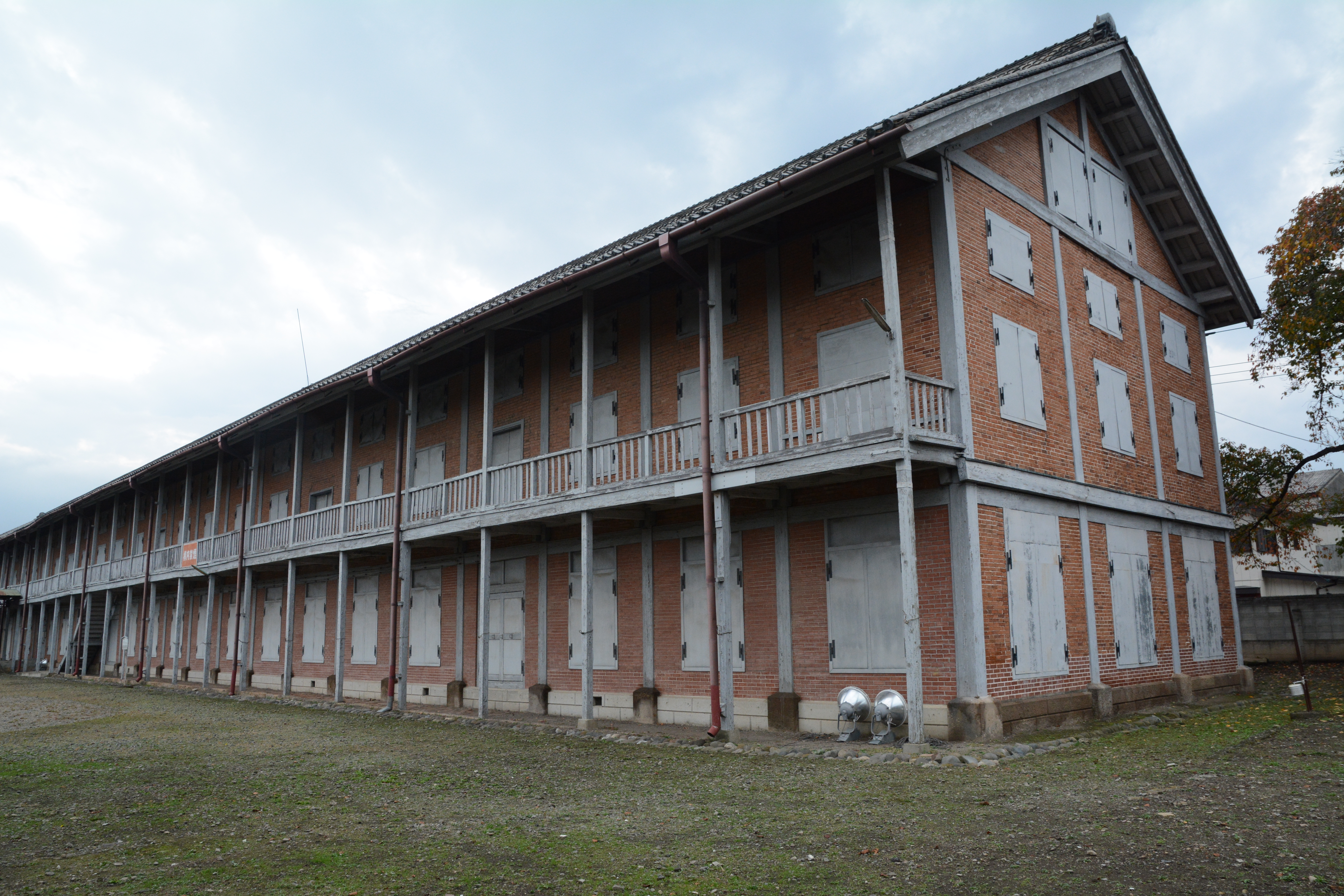
西繭倉庫

東置繭所（ひがしおきまゆじょ）と西置繭所（にしおきまゆじょ）はいずれも長さ104.4 m、幅12.3 mの木骨レンガ造りの2階建てで、その名の通り、主に2階部分が繭置き場に使われた。いずれも1872年竣工の倉庫で、東置繭所には「明治5年」と刻まれた要石が掲げられている。開業当初は養蚕が主に春にしか行われなかったため、春蚕の繭をできるだけ蓄えておく必要があったことから建設され、2棟合わせて約32トンの繭を収容できたとされている。2階部分が倉庫とされたのは、風通しなどへの配慮もあった。
蒸気釜所（じょうきかましょ。1872年竣工）は製糸場の動力を司り、一部は煮繭に使われた。1920年に動力が電化されると蒸気エンジンは使われなくなり、のちには煮繭所などに転用された。
首長館（しゅちょうかん。1873年竣工）あるいはブリューナ館（ブリュナ館）は、別名が示すようにブリューナ（ブリュナ）一家が滞在するために建設された木骨レンガ造りの建物である。平屋建てのこの建物は面積916.8 m2と広く、1879年にブリューナが帰国すると、工女向けの教育施設などに転用された。改変されてはいるが、むしろ工女教育に関する産業遺産として評価する意見もある。女工館（じょこうかん）あるいは2号館は首長館と同じく1873年に竣工した木骨レンガ造りの建物で、フランス人の教婦（女性技術指導者）たちのために建てられた。しかし、4人の教婦たちは翌年には全員帰国してしまったため、空き家となったあと、様々な用途に転用された。検査人館（けんさにんかん）あるいは3号館は、もともとはフランス人の男性技術指導者の宿舎として建てられたものであったが、完成と前後する時期には該当する技術者たちはいずれも解雇または帰国していたため、かわりに外国人医師の宿舎になっていたようである。これらの3館はいずれもコロニアル様式の洋風住宅と規定されている。
鉄水溜（てっすいりゅう。1875年竣工）は、創建当初のレンガにモルタルを塗った貯水槽が水漏れによって使えなくなったことを受け、横浜製造所に作らせた鉄製の貯水槽で、その貯水量は約400トンに達する。鉄製の国産構造物としては現存最古とも言われる。逆に排水を担ったのが下水竇（げすいとう。下水道）と外竇（がいとう。排水溝）で、いずれも1872年にレンガを主体として築かれた暗渠である。西洋の建築様式を取り入れた下水道は、当時はまだ開港地以外で見られることは稀であり、これらの遺構もまた建築上の価値を有している。
富岡製糸場が推薦物件に加えられた理由は、「フランスの器械製糸技術を導入した日本初の本格的製糸工場」「和洋技術を混交した工場建築の代表」ということのほか、製糸・養蚕技術の発展への貢献などである。

### 田島弥平旧宅

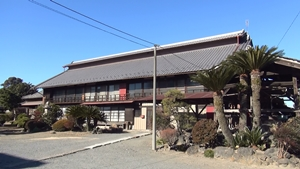
田島弥平旧宅外観

田島弥平旧宅（北緯36度14分47.7秒 東経139度14分20.6秒 / 北緯36.246583度 東経139.239056度）は伊勢崎市に残る古民家である。最寄り駅はJR伊勢崎駅もしくは本庄駅だが、いずれからもタクシー等で20分ほどかかる。田島弥平は『養蚕新論』（1872年）、『続養蚕新論』（1879年）を刊行した島村の養蚕業者であり、「清涼育」を開発した人物である。彼の育成法は明治初期には高く評価されており、当時、島村の養蚕業者が「宮中養蚕奉仕」を命じられたときには、弥平がその指図役を務めたこともある。
また、外国人貿易商による輸出が中心だった時期にあって、イタリアへの直輸出を模索し、実際にミラノにわたって直接販売にこぎつけている。これを実現した会社が蚕業に関する会社としては日本初となった島村勧業会社（1872年設立）であり、弥平はその副長（副社長）に就任していた。社長を務めた田島武平は弥平の親族であるとともに、渋沢栄一とも交流があり、島村勧業会社は蚕種販売を目的とする会社として、渋沢の勧めで設立されたものである。当時はヨーロッパの微粒子病が一段落していたことから日本の蚕種価格は暴落しており、ヨーロッパ商人に売り込んでいた横浜の商人は、値崩れを抑えるために大量の蚕種を廃棄していた。しかし、自らの蚕種の品質に自信と誇りを持っていた島村勧業会社は廃棄には与せず、ミラノでの直売に踏み切ったのである。1879年から1883年まで4度試みられたイタリア直売は赤字続きで、目立った成果を挙げるには至らなかったが、こうした外国との交流は島村にキリスト教や自由民権思想を広めることに貢献した。
現存する田島弥平旧宅（1863年）の母屋は総二階建てで間口は約25 m、奥行きは約9 m、その屋根には「総ヤグラ」と呼ばれる形式の風通し口が設けられている。ヤグラの存在は、彼が確立し、著書を通じて広めた「清涼育」の手法と結びついている。養蚕の手法には、火気によって室内を暖める「温暖育」の手法が存在していたが、弥平は逆に、原則として火気を用いず、仮に用いる場合にも通気に配慮すべきことが勧められていた。母屋はかなり広いものであるが、そこや関連する建物には、パサと呼ばれる養蚕業の日雇労働者たちの居住空間として使われていた部分が存在する。「清涼育」に適した田島弥平旧宅は、1869年にイタリア駐日全権公使ラ・トゥール、駐日イギリス公使館書記官アダムズらが相次いで蚕種や生糸の高騰を受けて産地の巡視を行なった際にも、高い評価を受けている。そして、その構造は島村地区の養蚕民家建築に大きな影響を及ぼしただけでなく、彼の著書を通じて全国に普及した。田島弥平旧宅は現在も弥平の子孫が暮らしており、代々保存に尽力してきた。これは、地元の地方公共団体が所有していない唯一の構成資産である。
推薦資産に加えられた理由は、高山社跡、荒船風穴と共通する優良品種の開発・普及のほか、「近代養蚕農家の原型」といえる蚕室構造を残していること、田島弥平が「清涼育」の開発を含め、明治初期の養蚕業では主導的役割を果たしたこと、直接販売による海外交流を行なったことなどである。

### 高山社跡

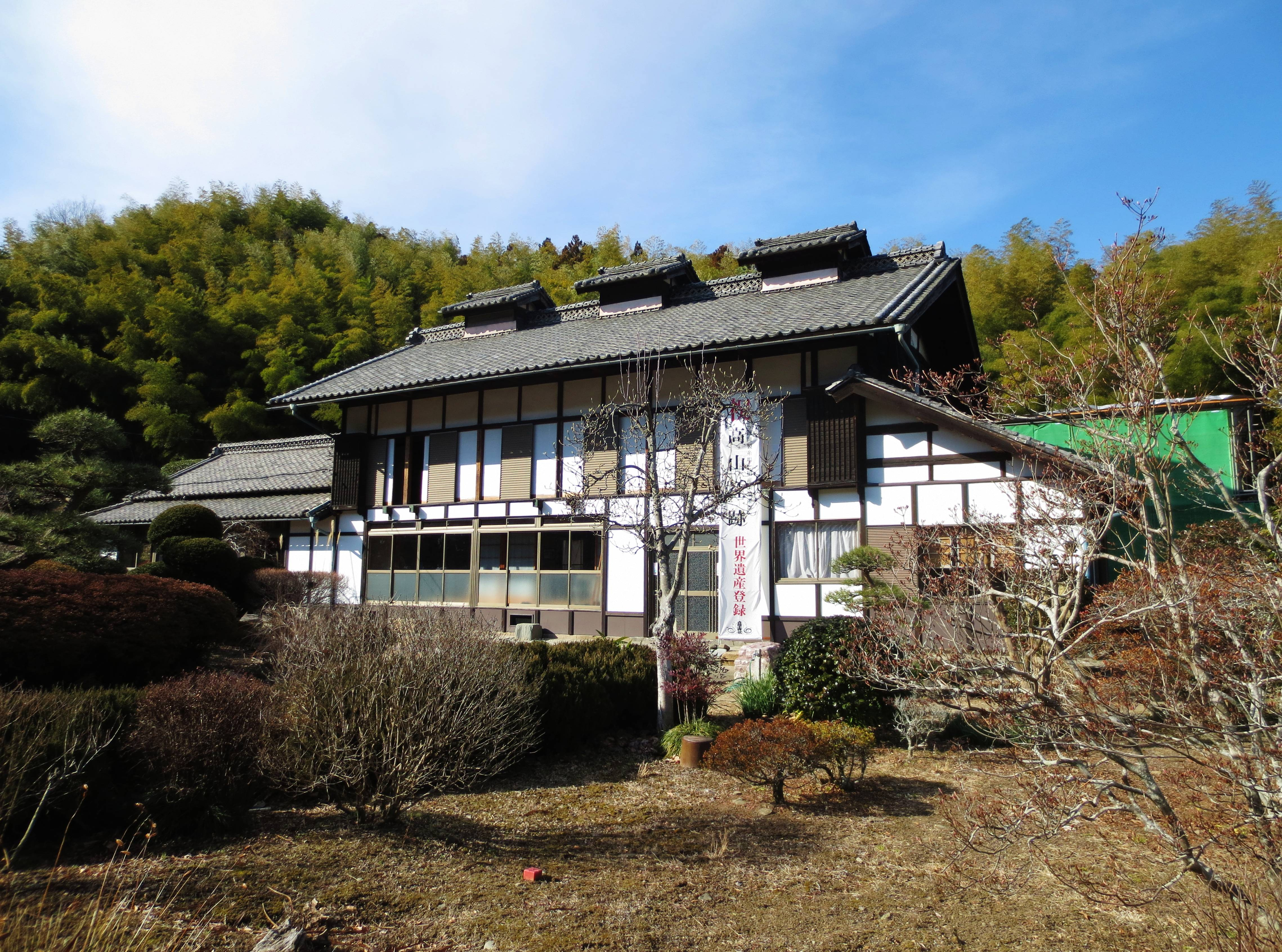
高山社跡

高山社跡（北緯36度12分12.3秒 東経139度1分54.0秒 / 北緯36.203417度 東経139.031667度）は、藤岡市が所有する国指定の史跡で、最寄り駅はJR群馬藤岡駅だが、そこからさらにバスで30分ほどかかる。
その名の通り、かつて高山長五郎によって高山村（現藤岡市高山）に設立された高山社にかかわる史跡である。高山長五郎は田島弥平が確立した「清涼育」、それとは別に針山新田（現片品村）の養蚕農家で導入されていた「温暖育」を折衷し、独自の養蚕経験もふまえて「清温育」を確立した。清涼育は風通しを浴する育成法であるのに対し、温暖育は火を入れることで蚕室の湿度を飛ばすことを企図するものであった。高山長五郎はそれらを取り入れ、外気の条件に合わせて、風通しと暖気を使い分けて育成する手法を1883年頃に確立したのである。
高山長五郎は1855年には養蚕を始めており、清温育を確立し、教授する過程で1870年に「養蚕改良高山組」を設立した。これは彼が清温育の手法を確立したあと、1884年に「養蚕改良高山社」へと発展した。初代社長に就任した長五郎は1886年に没するが、彼の門下生であった町田菊次郎がさらに発展させ、それに付属した高山社蚕業学校は60の分教場を擁する大規模な養蚕業の教育機関に成長した。一時は「全国の養蚕の総本山」の異名をとったことすらあったという。
入学者は全国にとどまらず、中国、朝鮮半島、台湾などの外地出身者もいた。高山社蚕業学校の卒業生たちは各地の養蚕業において指導的な地位を担い、後出の荒船風穴の誕生にも大きく寄与した。その本科は文部省認可の私立学校となったが、蚕糸業研究・教育が本格化し、各種学校が設立されると勢いは衰え、1927年に廃校となった（在学生は同年開校の群馬県立蚕糸学校に編入）。
明治時代末期、原合名会社の手に移った富岡製糸場では、蚕業改良部を設置し、養蚕農家への蚕種の無料配布を行なっていた。これは、養蚕農家が作る繭質を統一する狙いなどがあった。そんな中、当時の高山社社長の町田が顧問となる形で、1910年に生繭共同販売組合が設立された。この組合は蚕種を富岡製糸場が指定するものに統一する一方、出来上がった繭は富岡に全量を買い上げてもらう契約を結んだ。こうした結びつきは、優良品種の開発や普及の面で大きな役割を果たした。
藤岡市に残る高山社跡は、換気用の天窓が3つ突き出た高山家住宅、長屋門、桑の地下貯蔵庫跡などから構成される。史跡に指定された際の解説文では、これらはいずれも江戸時代末期から明治時代前半にかけて建てられたと位置づけられている。このうち、現在残る母屋の建設は1891年のことである。
推薦資産に加えられた理由は、田島弥平旧宅、荒船風穴と共通する優良品種の開発・普及のほか、「清温育」の手法だけでなく、その実施のための蚕室構造も開発したことや、教育機関として養蚕技術普及に果たした役割である。

### 荒船風穴

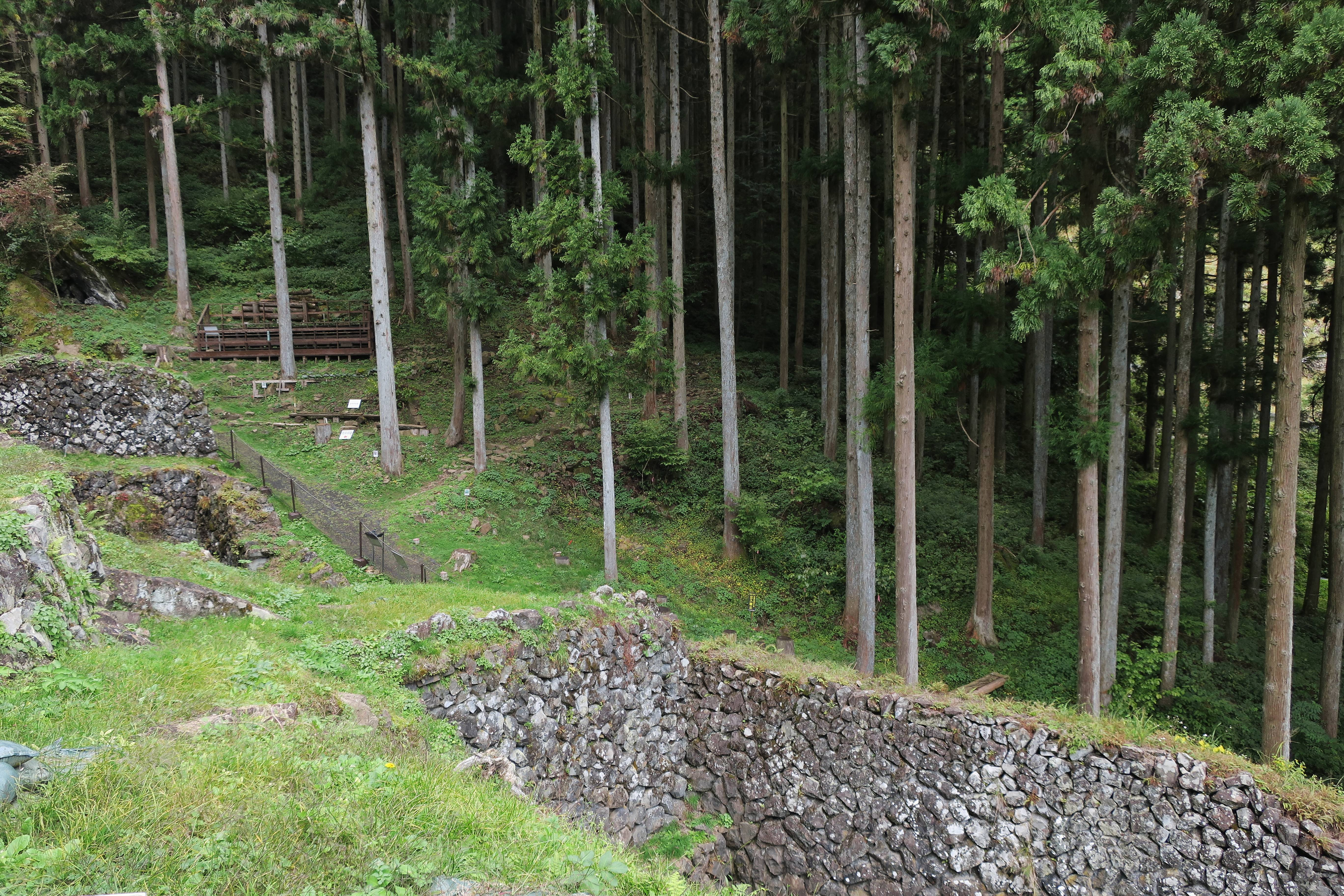
荒船風穴

荒船風穴（北緯36度14分48.0秒 東経138度38分7.7秒 / 北緯36.246667度 東経138.635472度）は、下仁田町が所有する国指定の史跡で、最寄り駅は上信電鉄下仁田駅だが、そこからタクシー等で30分ほどかかる。1905年（明治38年）に完成した第1号、1908年（明治41年）に完成した第2号、1913年（大正2年）に完成した第3号の3つの風穴で構成される。石積みの風穴の上に、土蔵のような建物を建て、中は地下2階、地上1階の3層に分けられていた。これは春蚕、夏秋蚕の貯蔵を分けた上、出荷の際には順に層を上がることで、自然に外気の温度に慣れさせるようにする配慮からであった。
これらは高山社蚕業学校で学んだ庭屋千壽とその父・静太郎によって彼らの自宅近くに作られたものであり、規模の点で突出していた。第3号完成前の数字になるが、1909年（明治42年）に調査された時点の貯蔵可能な蚕種枚数は110万枚、群馬県内の蚕種貯蔵風穴の中で次に多いのは榛名風穴の10万枚であった。また、蚕種貯蔵風穴数全国一だった長野県で1905年に行われた調査では、湖南村の風穴の42万弱が単独では最も規模の大きなものであった。荒船風穴は1912年の時点で、2府32県の養蚕農家から蚕種貯蔵を請け負っていた。一般に風穴は山間地にあるため、そことのやり取りのために交通や通信の発達を促すことにもつながった。荒船風穴の場合、蚕種の運び込みには上野鉄道、自動車、馬車などが活用されていた。
運営会社として庭屋静太郎は春秋館を設立した。社名の由来は、春蚕に比べて質が落ちるとされた秋蚕を、春蚕に比肩しうる水準に高めたいという願いが込められたものであったという。春秋館の事業内容は蚕種貯蔵にとどまらず、蚕種製造業、蚕種委託販売なども含んでおり、高山社分教場も併設していた。
風穴は人工孵化法の発見や氷冷蔵の普及などによって次第に廃れるようになった。昭和時代になると蚕種貯蔵風穴は全国でその数を大きく減らしていくこととなり、荒船風穴も昭和14年の統計では、蚕種貯蔵がなされていないものとして扱われていた。その後、土蔵式の上屋は失われ、現在残るものは石積みの残る風穴だけとなっている。この保存のために、屋根をかけるという案も出ているが、これについてICOMOSからは、その利害得失をよく勘案するようにとの助言があった。
推薦資産に加えられた理由は、田島弥平旧宅、高山社跡と共通する優良品種の開発・普及のほか、養蚕業を1年に複数回できるようにする上で蚕種貯蔵風穴の存在は大きく、荒船風穴はその典型例かつ最大規模であったことである。

## 顕著な普遍的価値

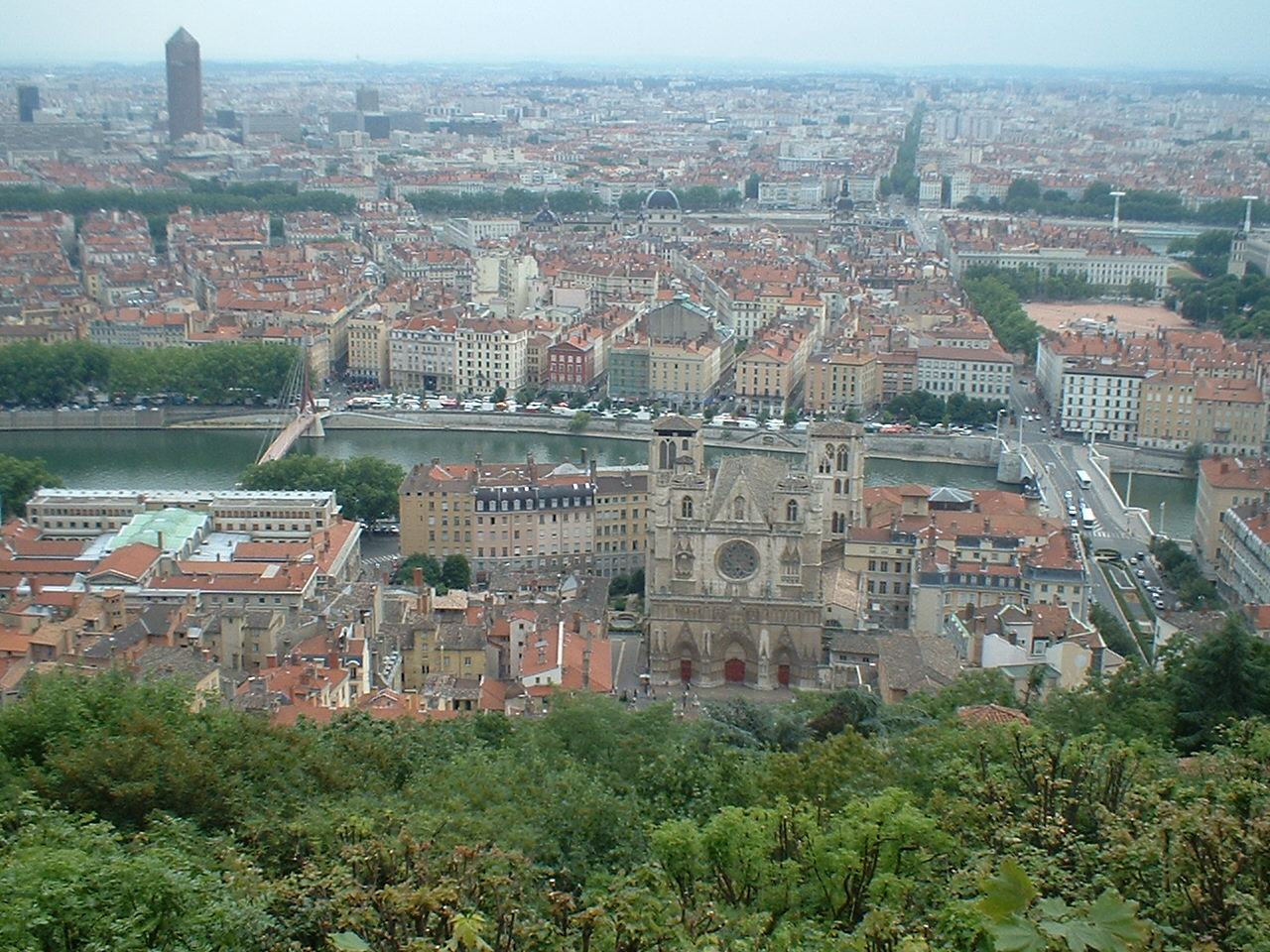
リヨン歴史地区

既存の世界遺産にも、絹生産と関わりのある物件は存在する。富岡製糸場とも結びつきの深い「リヨン歴史地区」（フランスの世界遺産、1998年登録）のほか、「カゼルタの18世紀の王宮と公園、ヴァンヴィテッリの水道橋とサン・レウチョの邸宅群」（イタリアの世界遺産、1997年登録）や「ダーウェント峡谷の工場群」（イギリスの世界遺産、2001年登録）にも絹関連工場が含まれるし、「白川郷・五箇山の合掌造り集落」（日本の世界遺産、1995年）や「コースとセヴェンヌの地中海農牧業の文化的景観」（フランスの世界遺産、2011年登録）には養蚕農家が含まれる。しかし、それらは世界遺産としての顕著な普遍的価値の一部に絹生産が関わっているものにとどまることから、文化審議会世界文化遺産・無形文化遺産部会世界文化遺産特別委員会では、絹生産そのものを主題とする本物件の独自性が主張できると判断された。また、同会議は各種調査の結果を踏まえ、世界遺産以外でも富岡製糸場に匹敵する近代的な製糸工場は見当たらないとした。
日本国内では特に長野県に養蚕関連の良好な文化財が残存しており、前出の公募に際しても、2007年に「日本製糸業近代化遺産~日本の近代化をリードし、世界に羽ばたいた糸都岡谷の製糸遺産」が提案されていた。また、荒船風穴や栃窪風穴の推薦にしても、専門家の中には原点となった長野の風穴にまで拡大すべきだという見解を示していた者もいる。しかし、関係当局は様々な観点からの検討の結果、長野県を含む他県の文化財には、この主題で匹敵するものがないという結論に達した。
日本政府が提示した比較研究は、ICOMOSからも妥当なものとして評価された。

### 登録基準
この世界遺産は世界遺産登録基準のうち、以下の条件を満たし、登録された（以下の基準は世界遺産センター公表の登録基準からの翻訳、引用である）。
- (2) ある期間を通じてまたはある文化圏において、建築、技術、記念碑的芸術、都市計画、景観デザインの発展に関し、人類の価値の重要な交流を示すもの。
  - この基準の適用理由について世界遺産委員会は、「富岡製糸場は、産業としての養蚕技術をフランスから日本に、早い時期に、完全に移転することに成功したことを示している。地元での長年の養蚕の伝統を背景として行われたこの技術移転は、養蚕の伝統自体を抜本的に刷新した。この結果富岡は、技術改良の拠点となり、20 世紀初頭の世界の生糸市場における日本の役割を証するモデルとなった。このことは、世界的に共有される養蚕法が、早い時期に現れたことの証拠となった」（文化庁訳）とした[134]。

- (4) 人類の歴史上重要な時代を例証する建築様式、建築物群、技術の集積または景観の優れた例。
  - こちらの基準の適用理由については、「富岡製糸場と絹産業遺産群は、生糸の大量生産のための一貫した集合体の優れた見本である。設計段階から工場を大規模なものにしたことと、西洋の再良の技術を計画的に採用したことは、日本と極東に産業の方法論が伝播する決定的な時期だったことを示している。19 世紀後半の大きな建築物群は、和洋折衷という日本特有の産業建築洋式の出現を示す卓越した事例である」（文化庁訳）[134]と説明された。

## 保護
世界遺産に推薦される物件は、推薦に先んじて国内の法的保護を受けている必要がある。推薦時点での構成資産の法的保護状況および正式登録面積は以下の通りである。なお、面積については推薦時のものがそのまま認められた。
| ID       | 名称         | 文化財分類 | 指定年        | 英語名                          | 世界遺産登録面積 （単位 ha。カッコ内は緩衝地域） |
| -------- | ------------ | ---------- | ------------- | ------------------------------- | ------------------------------------------------ |
| 1449-001 | 富岡製糸場   | 史跡       | 2005年7月14日 | Tomioka Silk Mill               | 5.5 (151.1)                                      |
| 1449-001 | 富岡製糸場   | 重要文化財 | 2006年7月5日  | Tomioka Silk Mill               | 5.5 (151.1)                                      |
| 1449-002 | 田島弥平旧宅 | 史跡       | 2012年9月19日 | Tajima Yahei Sericulture Farm   | 0.4 (60.8)                                       |
| 1449-003 | 高山社跡     | 史跡       | 2009年7月23日 | Takayama-sha Sericulture School | 0.8 (54.1)                                       |
| 1449-004 | 荒船風穴     | 史跡       | 2010年2月22日 | Arafune Cold Storage            | 0.5 (148.6)                                      |

## 世界遺産センター
世界遺産条約第5条にある条文「文化遺産及び自然遺産の保護、保存及び整備の分野における全国的、または地域的な研修センターの設置」に基づき、ガイダンス施設として群馬県立世界遺産センター「世界を変える生糸(いと)の力」研究所（略称「セカイト」）が整備される。
2020年（令和2年）3月26日にメディア向け内覧会が開かれ、翌27日に開館予定であったが、新型コロナウイルスの流行のため延期となった。その後、緊急事態宣言解除をうけ、6月2日より一般公開することが決まったが、6月中は事前予約制とし混雑を回避する対策が講じられる。なお、当初は2019年3月の開館予定であったが、2020年東京オリンピック・パラリンピックによる建設ラッシュに伴う資材不足のため一年延期された経緯もある。
上州富岡駅前に立地し、富岡倉庫㈱が1903年（明治36年）に設立した倉庫が平成28年に富岡市へ寄贈されたことをうけ、それを改修したもので、建築家の隈研吾が監修にあたった。木骨レンガ造り二階建て（耐震補強・消火設備整備）、延べ床面積420平方メートル、整備費は1億9000万円。

〔利用案内〕開館時間／9:00～17:00。休館日／3月～11月＝毎月最終水曜日、12月～2月＝毎週水曜日、年末（12月29日〜12月31日）。入館無料。施設に駐車場はないが、近隣に無料の駐車場あり（台数に限りあり）。

## 拡張登録を目指す動き
安中碓氷ユネスコ協会や安中青年会議所が中心となり発足した鉄道遺産を愛する会が当初構成資産であった碓氷第三橋梁（めがね橋）を含む「碓氷峠鉄道施設」（重要文化財）を再度構成資産として世界遺産に追加登録しようという活動があり、これに旧新町紡績所（重要文化財）を連動させる動きがある。

## 観光
日本政府の推薦書を踏まえたICOMOSの勧告書では、富岡製糸場の年間観光客数は約25万人、田島弥平旧宅は数千人程度、残る2件は1,000人に満たないと見積もられていた。ICOMOSから指摘された保全上の脅威は主に都市化や自然災害などについてで、駐車場の整備などの課題は指摘されたものの、観光は主たる脅威には挙がっていなかった。
しかし、ICOMOSの登録勧告が出た直後がゴールデンウィークに当たっており、正式登録を待たずに観光客が急増する事態となった。2014年4月26日から5月6日の累計訪問者数は、富岡製糸場が50,600人、他の3資産は最も少ない荒船風穴でも2,000人を超え、4資産全体で6万人近くに達した。特に富岡製糸場は、昨年までの1日あたりの最高来場者数（3,446人）を大きく更新し、5月4日には8,142人が来場した。
観光客の増加に対して、地元では期待する声が聞かれ、所有する自治体だけでなく、近隣の埼玉県深谷市・本庄市などでも、観光客を取り込もうとする動きが現れている。他方で、4資産が相互に離れている上に直結するバス・鉄道等がないことから、自家用車以外の手段で1日で見て回るのは困難とも言われており、相互の連携や適切な資産価値の解説体制の整備など、観光振興の面からの課題も複数指摘されている。

### ヘリテージとレガシー
2024年に観光庁が選定する「レガシー形成事業」に「世界遺産富岡製糸場を核としたレガシー形成事業」を選出した。富岡製糸場にある国宝3棟による「世界遺産ミュージアム」計画や周辺の街中にあるかつて何らかのかたちで製糸場と関わりがあった古民家を再生しての飲食・宿泊施設の充実、関連遺産の知名度向上などの取り組みが評価され、事業認定により得られる補助金で拍車をかける。ヘリテージもレガシーにも遺産の意味があるが、世界遺産（ヘリテージ）に加え、ヘリテージングとしてのレガシーを加味して一層の魅力発信を展開する。

### 派生遺産
世界遺産に推薦されなかった絹産業関連の文化財を活かし、日本遺産の「かかあ天下 ―ぐんまの絹物語―」として、さらに広域な範疇を網羅する「ぐんま絹遺産」を展開している。

### ヘリテージ・エコシステム
世界遺産登録10周年を記念し、2025年1月10・11日に高崎市の群馬音楽センターにおいて世界30超の国の研究者や専門家ら約200人が参加した国際シンポジウム「絹の歴史と文化を未来に紡ぐ　ヘリテージ・エコシステムに向けて：遺産、地域、持続的発展」を開催（議長：河野俊行九州大名誉教授・国際イコモス名誉会長）。ヘリテージ・エコシステムという制度を採用し、その指針となる国際宣言「ヘリテージ・エコシステムに関する群馬宣言」を採択した。ヘリテージ・エコシステムとは、ユネスコの協力団体であるヨーロッパ・ノストラが提唱したもので、「世界遺産の構成資産に含まれなかった関連史跡などとも連携することで、より深く遺産の解釈をし、遺産の価値を高める相乗効果を得るよう工夫すべき」とユネスコが公認したことをうけ、前述のレガシー形成事業やぐんま絹遺産の対象となる資産や資源、記憶や活動など有形無形の事象を包括的に捉え、遺産と人々（地域住民）・地域コミュニティとの間に新たな関係性の構築を目指すというもので、ユネスコが推奨する遺産の資源利用や遺産と創造性を実践するものとなり、確認できる限りヘリテージ・エコシステムを公式に導入した世界遺産は富岡製糸場と絹産業遺産群が初めてで、今後世界のロールモデルとなる可能性がある。